# 가면의 여왕
《가면의 여왕》은 2023년 4월 24일부터 2023년 6월 13일까지 방송되었던 채널A 월화 드라마였다.

## 프로그램 소개
화려하게 성공한 3명의 친구들 앞에 10년 전 그녀들의 거짓말로 살인자가 된 옛 친구가 나타나면서 가면에 감춰져 있던 민낯이 드러나게 되고 한 남자로 인해 인생의 소용돌이를 맞게 된 4명의 친구들이 질투와 욕망의 전쟁을 시작하게 되는 이야기를 그린 드라마

## 제작진

### 제작
- 오환민
- 김경태
- 김동래

### 제작사
- 더그레이트쇼 : tvN 월화 드라마 《나빌레라》(제작), tvN 수목 드라마 《더 로드: 1의 비극》(제작) 제작
- 래몽래인 : KBS 2TV 월화 드라마 《성균관 스캔들》(제작), JTBC 금토일 드라마 《재벌집 막내아들》(제작) 제작

### 극본
- 임도완

### 연출
- 강호중

## 등장 인물
- (†) 표시는 드라마 상에서 최종적으로 사망한 인물이다.

### 여왕들
- 김선아 : 도재이 (40대 초) 역 - “ 그 XX 내가 끝내! ”

연예인 같은 미모, 세련된 패션, 고급 라이프 스타일로 팔로워 40만이 넘는 SNS 셀럽.
그러나 화려한 이미지와는 달리 주로 맡는 사건은 돈 없고 힘 없는 여성들의 ‘성폭력 사건’.
예쁜데 정의롭기까지 하니, 그녀는 대중들에게 ‘정의의 아이콘’이라 불리며 스타 변호사가 되었다.

하지만, 그녀가 늘 정의로운 것은 아니다. 소송 상대편의 약점을 잡기 위해 불법을 유도하고, 남몰래 비리 정치인의 집사 변호사를 하며 ‘한 도시’의 시장 자리를 수임료로 요구한다.

그녀는 이렇게 정의로움과 교활함, 두 개의 얼굴을 가졌다. 마치 가면을 쓴 것처럼.
그녀가 가면을 쓴 이유는 오직 하나, 10년 전 그녀를 무참히 강간한 그 ‘가면의 남자’를 찾기 위해서다. 10년 고군분투 끝. 드디어 찾게 된 그 남자. 그런데 그것은 지옥의 끝이 아니었다. 이 지옥을 끝내기 위해 복수를 시작한다.
- 오윤아 : 고유나 (40대 초) 역 - “ 이쯤 어디였니, 너희가 그 XX 죽인 곳 ”

천애 고아, 무의 신탁, 가진 것 하나 없지만, 그녀에겐 섹시한 외모, 빠른 눈치, 능숙한 거짓말이라는 무기가 있었다. 그 무기를 이용해, 유나는 유흥업소 직원이란 사실을 숨기고 재이, 유정, 해미라는 미래가 찬란한 친구들에게 접근했다.

자신과 다른 삶을 사는 여자들이 궁금했고 그 여자들을 자신의 고객들에게 소개해 거액의 소개비를 받는 것이 목적. 그런데 실수가 생겼다. 정말로 이 친구들을 좋아하게 된 것. 그녀 인생에 ‘우정’이란 사치였을까? 유나는 하루아침에 살인자가 되어 버렸다. 억울함을 호소하지만, 친구라고 생각한 그녀들조차도 그녀를 믿어주지 않았다. 차가운 철창에 갇힌 유나는 그렇게 친구들의 기억에서 멀어져갔다.

10년 후, 유나는 다시 친구들 앞에 나타난다. 우정과 사랑, 모든 것을 잃었지만, ‘ 그것 ’만은 절대 뺏길 수 없다. 목숨보다 소중한 그것을 되찾기 위해 친구들의 성공적인 삶에 위험한 침입자가 되기로 한다.
- 신은정 : 주유정 (40대 초) 역 - “ 완벽해야 해. 그 XX 없이도. ”

호수 위에 유유히 떠 있는 백조 같은 여자. 패션, 말투, 몸짓 모든 것이 단아하고 우아하다.
그러나 호수 밑 백조의 발이 그러하듯, 그녀의 속내는 처절하고 필사적이다.
유저은 어린 시절 앓은 병으로 인한 신체적 콤플렉스와 10년 전 약혼자에게 당했던 모멸감으로 남자에 대한 믿음이 없다. ‘사랑’ 따윈 포기한 채 부모님이 물려주신 재단을 키우기 위해 오로지 성공에만 몰두한다.

그런 그녀 앞에 돌아가신 부모님이 천사를 내려주셨다. 송제혁.
답답하리만큼 착한 제혁의 심성에 반한 유정은 그녀의 성공적인 삶에 유일하게 없던 한 가지.
‘완벽한 가정’을 꿈꾸기 시작한다. 그녀 인생, 더 이상 남자로 인한 고통은 없을거라고 확신하면서.
- 유선 : 윤해미 (40대 초) 역 - “ 우리 추억에서... 그 XX만 도려내면 돼 ”

명품으로 휘감은 화려한 옷차림, 통통 튀는 말투, 남들 하는 건 다 하고, 남들이 갖지 못한 것도 다 가져야 하며, 하고 싶은 말은 거침없이 내뱉어 버린다. 그렇게 욕망에 솔직한 그녀기에 곧잘 속내를 감추는 친구들에 비해 순수, 통쾌, 화끈하다.

그러나 그녀에게도 아픔은 있다. 엄마가 대한민국 정 ˙재계 인사들의 밀실, 요정 ‘대선각’의 사장이다. 평생 따라다니는 술집 여자 딸이란 꼬리표, 단골로 다니던 호스트 바 선수와 결혼했다는 조롱 어린 시선을 이겨내기 위해 더더욱 성공에 집착했다.
그 결과 로열패밀리가 아닌, 최초의 평사원 출신 특급 호텔 사장 자리가 바로 눈앞에 보인다.

그런데 하필 지금 유나가 돌아온다. 만약 유나가 그녀의 과거를 깐다면? 한때 중독되었던 마약의 유혹을 이겨내면서까지 얻은 그녀의 명성은 모두 물거품이 된다. 참 아이러니 하다. 그래서 더 그리워진다. 그녀가 한때 즐겼었던 그 유혹들이.

### 여왕의 남자들
- 이정진 : 송제혁 (40대) 역 (†) (1회 ~ 11회) - “ 절 믿어요. 제가 당신한테 비밀이 있는 것 같아요? ”

미국에서 경제학을 공부하고 무역 사업을 하다가 1년 전 한국에 왔다.
이런 고급 스펙을 가진 그가 선택한 직업은 영운문화재단 산하, ‘천사랑 보육원’의 교육팀장.
자신도 어려운 환경에서 성공했기에 어려운 아이들을 돕고 싶단다.

재단의 이사장이자 자기의 상사인 유정과 결혼하며 남자판 ‘신데렐라’가 되었다.
하지만 그 누구도 제혁의 진심을 의심하지 않는다.
그는 아이들에겐 ‘천사’, 유정에겐 ‘사랑꾼’, 돈, 권력은 관심 밖, 홀로 4세 딸을 키우는 어쩌면 답답하리만큼 착한 남자이기 때문이다.

그런데, 이렇게 착한 제혁이 유정의 마음을 빼앗은 후 재단의 ‘이사장’ 자리를 차지하고,
재단의 경제권까지 쥐었다면, 이 모든 건 우연일까?
- 오지호 : 최강후 (40대) 역 (†) (1회 ~ 15회) - “ 날 믿어줘, 누가 무슨 말을 하든지 ”

옅은 미소 하나로 상대방을 편안하게 만드는 재주가 있다.
사랑하는 여자 재이의 위태로운 행보가 안타깝긴 하지만 그저 묵묵히 지켜볼 뿐이다.
대신 입맛을 잃은 재이를 위해 그녀가 좋아하는 라면에 넣을 소스를 직접 만들고
큼지막한 갈비를 넣어 영양을 채워주는 것이 그의 사랑 방식이다.

그 편안함에, 세상에 날을 세우는 재이마저도 그 앞에서는 그 칼을 내려놓는다.
그렇게 강후는 재이의 유일한 쉼터가 되었다. 묵묵히 그녀를 지켜보며 10년이란 세월이 흘렀다.
시간이 흐를수록 상처가 치유되기는커녕, 점점 더 위험한 길로 나가고 있는 재이를 위해
이젠 좀 더 적극적으로 재이를 보호해야겠다고 생각할 무렵, 그녀가 돌아온다.

재이를 10년 전 그 사건에 휘말리게 했던 장본인이자 그의 전 여자 친구였던 유나가.
그리고 다시 강후에게 유혹의 손길을 내민다. 이 손, 잡아야 할까?
- 신지훈 : 차레오 (30대 중) 역 - “ 나 못 믿어? 나 완전히 손 씻었어 ”

훈훈한 얼굴, 건장한 체격, 넘치는 장난기, 이런 재능을 살려 호스트바의 선수로 일하다가 해미를 만났다. 처음 해미는 그저 공사 칠 호구였다.
단골로 만들기 위해 업소에서 시키는 일을 했을 때도 크게 죄책감을 느낄 필요는 없었다.
하지만 강한 척하는 겉모습과는 달리 알고 보면 여린 마음, 화류계 출신 엄마로 인해
세상으로부터 받는 상처, 그 때문에 자신은 더 떳떳한 모습으로 성공하겠다는 그녀의 의지.
무엇보다 그를 하룻밤 놀이 상대가 아닌 인간적으로 대해주는 모습에,
어느 순간 해미가 ‘호구’가 아닌 사랑이 되었다.

이런 해미에게 진실한 사람이 되고 싶지만 절대 10년 전 그가 했던 그 ‘나쁜 일’을 털어놓을 순 없다.
버림받을까 두려워서가 아니다. 진심을 아는 순간 그녀가 망가지는 것.
레오가 두려운 건 바로 그것이다.

### 여왕의 사람들
- 송영창 : 강일구 (60대 후) 역 - 재이의 생부, ㈜강보그룹 회장

어촌의 작은 횟집 아들로 살기엔 너무 영민한 머리를 가졌다.
대한민국 최고의 대학을 졸업해 최고의 기업에 들어갔지만,
아직 그의 야망은 멀다.
그런 그 앞에 성공을 향한 최고속 엘리베이터가 정차했다.
그를 회장의 외동딸이 그에게 청혼한 것.
당연히 그는 그 엘리베이터에 오르겠지만, 걸리는 게 있다.
이미 그에겐 결혼을 약속한 단골 순댓국집 딸이 있었다.
심지어 뱃속에 그의 핏줄을 품고 있는. 다행히 순대국집 딸이
그를 놓아주면서 일구의 야먕은 ㈜강보그룹의 저 끝을 향해 거칠 것 없이 질주하는데,
그가 버린 그 작은 핏줄이 자꾸 눈에 밟히기 시작한다.
- 권태원 : 기윤철 (60대 후) 역 - 통주시 5선 국회위원

10년 전 ㈜강보 그룹의 비리를 적나라하게 까발리며
일약 스타 정치인으로 떠올랐다.
당시 ㈜강보그룹의 부회장은 강일구. 일구를 밟고
정의로운 정치인 이미지로 대한민국 최고의 권력자가 되길
꿈꾸었건만. 아들 기도식이 살해당했다.
아들의 죽음이 슬프긴 하지만 아들이 저지를 마약, 치정,
음란 범죄가 세상에 드러나면 그의 정치 인생도 끝!
다행히 범인도 빨리 잡히고 일구가 사건을 덮어주며 위기를
모면했다. 이렇게 일구에게 빚을 진 윤철은 다시 일구도,
㈜강보그룹도 건드릴 수 없었다.
하지만 언제까지 일구에게 끌려다닐 순 없다.
언젠가 대한민국 최고의 권력자가 되는 순간, 가장 먼저
짓밟을 사람은 일구다.
- 김영준 : 최 비서 (30대 후) 역 - 기윤철의 비서

기윤철을 밀착 보좌하며 기윤철이 시키는 음지의 일도
해결한다. 그래서 사람들은 그를 완벽한 기윤철의 사람이라
생각하지만, 포커페이스 속에 감춰진 그의 속내는 아무도
모른다.
- 장의수 : 조용필 (30대 초) 역 - 재이의 비서 겸 법률사무실 사무장

하늘 아래 가족이라곤 오로지 두 살 위의 누나와 용필뿐.
그런데 누나가 조직폭력배에게 강간을 당하고 목숨을 잃었다.
용필이 누나를 강간한 그놈을 죽이기로 결심했을 때,
도재이 변호사를 만났다.
재이는 복수를 살인이 아닌 ‘법’으로 하는 법을 보여주었다.
그때부터 용필을 재이를 죽은 누나로 생각하고
묻지도 따지지도 않고 한 편이 되기로 했다.
- 원미원 : 구심옥 (80대) 역 - 재이의 외할머니. 순댓국집 운영

딸과 손주를 버린 일구가 밉긴 하지만 종종 찾아오는 그에게
갓 지은 밥과 펄펄 끓는 순댓국을 내어준다.
그에게 양잿물 대신 따뜻한 밥을 주는 이유는 하나다.
언젠가 재이에게 불행이 닥치면 일구가 막아주리라.
세상 무서운 것 없는 일구에게 가장 위력이 되는 인물.

### 그 외 인물
- 추귀정 : 길만옥 (60대 초반) 역 - ‘대선각’의 사장, 해미의 엄마.

정·재계 권력자들이 드니드는 고급 요정의 사장. 화류계에서
잔뼈 굵은 대모답게 화통하고 교활하며 철저히 이득으로만
움직이지만, 딸 해미를 위해서는 모든 것 내놓을 수 있는
모성 가득한 엄마.
그런 그녀가 해미가 위기에 처했을 때 해줄 수 있는 건
따끈따끈한 집밥이 아니다.
대선각을 정·재계 인사들의 따끈따끈한 지부책이다.
- 이연두 : 김지희 (30대 후) 역 - 마리엘라 호텔 이사, 해미의 라이벌

마리엘라 호텔 회장의 조카지만 실력에서 해미에게 밀리며
부사장 자리를 뺏겼다.
호시탐탐 해미의 나락을 꿈꾸며 자신이 사장이 될 날을
노리고 있다.
- 미상 : 정 사장 (40대 후반) 역 - 멤버십 비밀 바 ‘에이스 바’ 사장.

10년 전부터 호스트바를 운영하며 화류계에선 꽤 탄탄한
입지를 다졌다.
해미, 유나, 레오까지 엮인 인물로 여기저기 정보를 나른다.
- 양택호 : 정기호 (30대 후반) 역 - 정구태 아들

여자, 마약, 도박에 빠진 한심한 한량.
그런데 경찰에 입건될까, 크게 걱정하지 않는다.
도재이란 스타 변호사가 빼줄 거거든.
- 전진기 : 정구태 (60대 후반) 역 - 통주 시장.

재이의 숨은 의뢰인으로 집안의 모든 골치 아픈 일들을
재이에게 맡긴다.
정치인으로 성공하는 것 말고도 더 큰 꿈이 있었으나
재이의 협박으로 장관 자리를 수락하고 대신 재이에게
차기 시장 자리를 약속한다.
- 안태린 : 송나나 (4세) 역 - 제혁과 유정 딸.

- 정형석

- 김경룡 : 김만복 역

- 조태관 : 기도식 역
- 지소영 : 이연아 역
- 이유주 : 예지 역

- 미상 : 대순 어패럴 사장에게 성폭행당한 억울한 피해자 역

- 미상 : 정구태의 아내 역

- 미상 : 주유정의 약혼자 역

- 미상 : 기윤철 역

- 미상 : 최강후의 형 역 - 검사

- 미상 : 조직폭력배 역

- 미상 : 형사 역

- 김상균 : 명은수 역

- 미상 : 강일구의 아내 역

- 미상 : 강일구의 딸 역

## 시청률
최저 시청률과 최고 시청률은 시청률 조사회사와 지역별로 시청률에 차이가 있을 수 있습니다.
| 2023년 | 2023년   | 2023년     |
| 회차   | 방송일   | AGB 시청률 |
| 회차   | 방송일   | 한국(전국) |
| ------ | -------- | ---------- |
| 1회    | 4월 24일 | 1.401%     |
| 2회    | 4월 25일 | 1.501%     |
| 3회    | 5월 1일  | 2.270%     |
| 4회    | 5월 2일  | 2.413%     |
| 5회    | 5월 8일  | 2.482%     |
| 6회    | 5월 9일  | 2.423%     |
| 7회    | 5월 15일 | 2.635%     |
| 8회    | 5월 16일 | 2.892%     |
| 9회    | 5월 22일 | 2.591%     |
| 10회   | 5월 23일 | 2.650%     |
| 11회   | 5월 29일 | 2.869%     |
| 12회   | 5월 30일 | 3.084%     |
| 13회   | 6월 5일  | 2.819%     |
| 14회   | 6월 6일  | 3.107%     |
| 15회   | 6월 12일 | 2.280%     |
| 16회   | 6월 13일 | 3.349%     |

## 참고 사항
- 김선아, 송영창은 JTBC 토일 드라마 《디 엠파이어 : 법의 제국》 이후 1년 만에 재회하여 캐스팅 되었다.
- 이정진, 권태원은 영화 《말죽거리 잔혹사》 이후 19년 만에 재회하여 캐스팅 되었다.

## 같이 보기
- 대한민국의 텔레비전 드라마 목록 (ㅁ)
- 2023년 대한민국의 텔레비전 드라마 목록